# Исмет
«Исмет» или «Гибель Адата» (азерб. İsmət) — немой художественный фильм 1934 года. Премьера фильма состоялась 25 мая 1934 года в Баку.

## Сюжет
Действия фильма происходит в 1930-х годах в Азербайджане. Картина повествует о судьбе молодой азербайджанской женщины. В центре сюжета трудный путь раскрепощения столетиями угнетённой азербайджанской женщины, которая восстала против пережитков законов адата и феодальных устоев, фанатизма. Она борется за право быть свободной гражданкой своей Родины...
В основу картины легла судьба первой летчицы Азербайджана Лейлы Мамедбековой

## В ролях
- Жука Михельсон — Исмет
- И. Дашдемиров — Юнис
- Хайри Эмир-заде — Самед
- Азиза Мамедова — мать Самеда
- Памфилия Танаилиди — знахарка
- Мовсун Санани — лавочник Кули
- П. Мурза
- Агигат Рзаева
- Алекпер Меликов
- Ахмед Гамарлинский